# Gozdeika, Gabrovo
Gozdeika (în bulgară Гоздейка) este un sat în comuna Dreanovo, regiunea Gabrovo,  Bulgaria. 

## Demografie
Componența etnică a satului Gozdeika
     Bulgari (96,15%)
     Nicio identificare (3,84%)
     Altele (0%)
La recensământul din 2011, populația satului Gozdeika era de 26 locuitori. Din punct de vedere etnic, majoritatea locuitorilor (96,15%) erau bulgari. Pentru 3,84% din locuitori nu este cunoscută apartenența etnică.